# Ithycyphus oursi
Ithycyphus oursi är en ormart som beskrevs av Domergue 1986. Ithycyphus oursi ingår i släktet Ithycyphus och familjen snokar. IUCN kategoriserar arten globalt som livskraftig.
Artens utbredningsområde är Madagaskar. Den vistas i öns södra och sydvästra delar. Habitatet utgörs av fuktiga skogar, av buskskogar och av gräsmarker. Ormen klättrar främst i växtligheten. Den jagar bland annat kameleonten Furcifer oustaleti.
Inga underarter finns listade i Catalogue of Life.